# Loricariichthys
Loricariichthys (Lat.: „lorica“ = Brustharnisch + Gr.: „ichthys“ = Fisch; Syn.: Parahemiodon, Bleeker, 1862) ist eine Gattung aus der Wels-Familie der Harnischwelse (Loricariidae) und der Unterfamilie Loricariinae. Es handelt sich um 18 Arten, die im nördlichen, westlichen und mittleren Südamerika von Guayana, Suriname und Peru bis Paraguay und Uruguay verbreitet sind. 

## Merkmale
Loricariichthys-Arten sind teilweise relativ große, schlanke und sehr langgestreckte Fische, die Körperlängen von 11 bis 46 cm erreichen. Ihr Bauch wird durch relativ große, vorspringende Knochenplatten geschützt. Charakteristisch für die Gattung sind die kleinen, teilweise nur noch rudimentären Zähne in beiden Kiefern und ein zur Laichzeit ausgeprägter Geschlechtsdimorphismus in der Ausbildung der Unterlippe, die bei Männchen sehr groß und mit wenigen Papillen gleicher Größe besetzt ist, während die Weibchen eine kleinere Unterlippe besitzen, deren Papillen zahlreicher sind und die nach außen hin größer werden. Kopf und Rücken der Fische sind ohne Borsten.

## Arten
Bis heute wurden 18 gültige Arten beschrieben: 

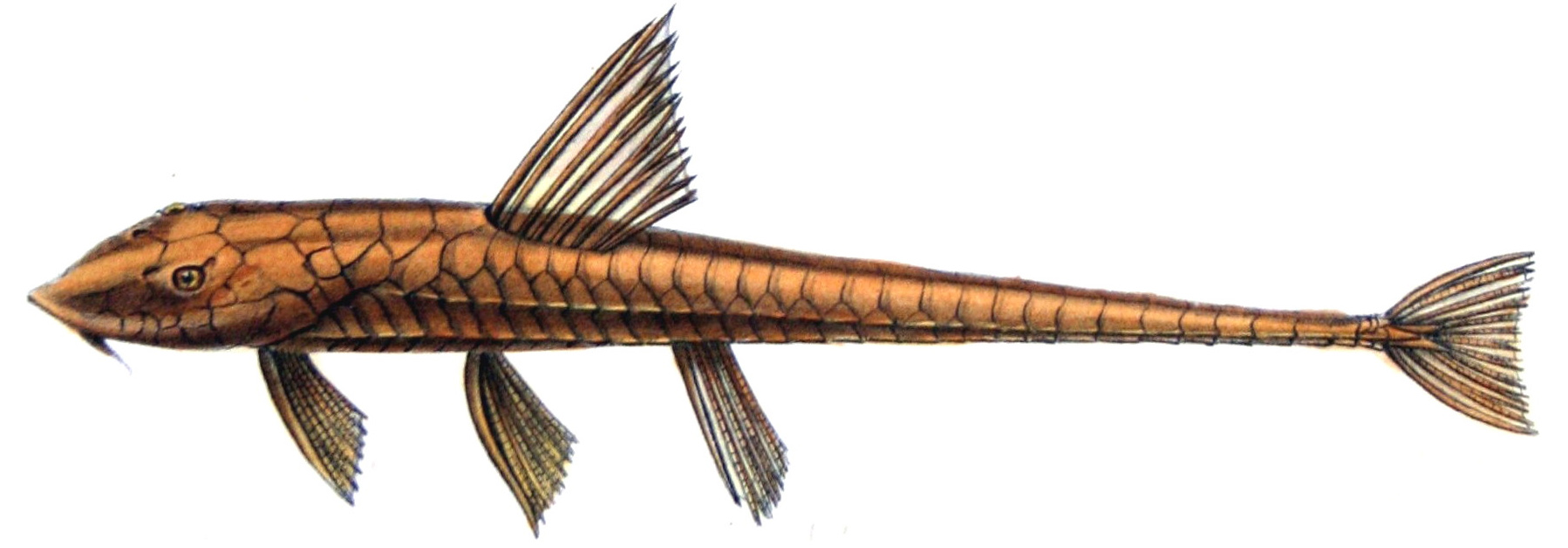
Loricariichthys castaneus

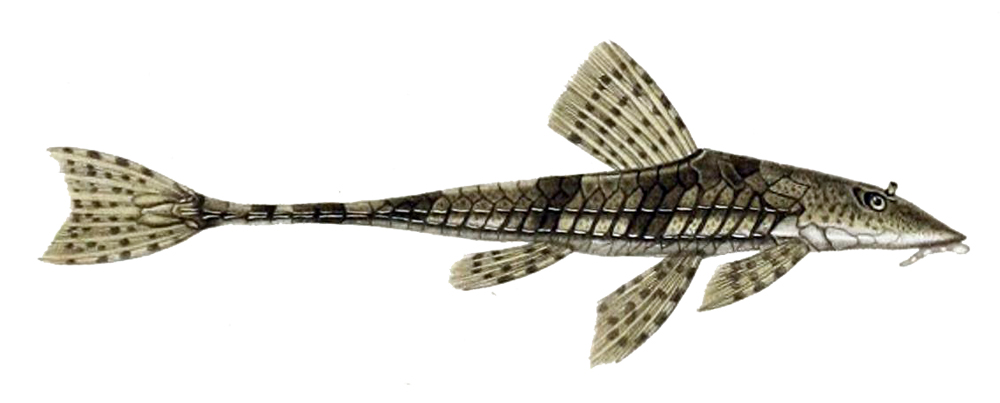
Loricariichthys maculatus

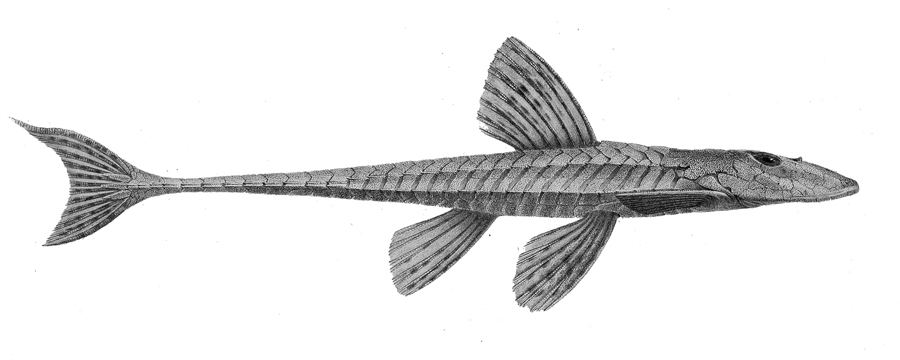
Loricariichthys stuebelii

- Loricariichthys acutus (Valenciennes, 1840)
- Loricariichthys anus (Valenciennes, 1835)
- Loricariichthys brunneus (Hancock, 1828)
- Loricariichthys cashibo (Eigenmann & Allen, 1942)
- Loricariichthys castaneus (Castelnau, 1855)
- Loricariichthys chanjoo (Fowler, 1940)
- Loricariichthys derbyi Fowler, 1915
- Loricariichthys edentatus Reis & Pereira, 2000
- Loricariichthys hauxwelli Fowler, 1915
- Loricariichthys labialis (Boulenger, 1895)
- Loricariichthys maculatus (Bloch, 1794), (Typusart)
- Loricariichthys melanocheilus Reis & Pereira, 2000
- Loricariichthys microdon (Eigenmann, 1909)
- Loricariichthys nudirostris (Kner, 1853)
- Loricariichthys platymetopon Isbrücker & Nijssen, 1979
- Loricariichthys rostratus Reis & Pereira, 2000
- Loricariichthys stuebelii (Steindachner, 1882)
- Loricariichthys ucayalensis Regan, 1913